# Plavání na otevřené vodě na mistrovství Evropy v plaveckých sportech 2018
Závody v plavání na otevřené vodě na mistrovství Evropy v plaveckých sportech za rok 2018 proběhly na jezeře Loch Lomond, Spojené království ve dnech 3. až 12. srpna 2018.

## Česká stopa
Česko reprezentovali 4 závodníci. Šéftrenér reprezentace Jan Srb.
V závodě na 5 km žen startovalo 18 závodnic – Alena Benešová (*1998) z KPSP Kometa Brno obsadila 6. místo. V plaveckém maratonu na 10 km žen startovalo 30 závodnic – Alena Benešová (*1998) z KPSP Kometa Brno obsadila 17. místo a Lenka Štěrbová (*1994) z SCPA Pardubice 23. místo. V závodě na 25 km žen startovalo 16 závodnic – Lenka Štěrbová (*1994) z SCPA Pardubice obsadila 14. místo.
V závodě na 5 km mužů startovalo 24 závodníků – Vít Ingeduld (*1994) z KPSP Kometa Brno obsadil 18. místo. V plaveckém maratonu na 10 km startovalo 37 závodníků – Vít Ingeduld (*1994) z KPSP Kometa Brno obsadil 21. místo a Matěj Kozubek (*1996) z TJ Bohemians Praha 32. místo. V závodě na 25 km mužů startovalo 19 závodníků –  Matěj Kozubek (*1996) z TJ Bohemians Praha obsadil 13. místo.

## Výsledky

### Individuální disciplíny
| Muži                      | Zlato                          | Zlato     | Stříbro                        | Stříbro   | Bronz                    | Bronz     |
| ------------------------- | ------------------------------ | --------- | ------------------------------ | --------- | ------------------------ | --------- |
| 5 km                      | Kristóf Rasovszky (HUN)        | 52:38,9   | Axel Reymond (FRA)             | 52:41,7   | Logan Fontaine (FRA)     | 52:44,4   |
| plavecký maraton na 10 km | Ferry Weertman (NED)           | 1:49:28,2 | Kristóf Rasovszky (HUN)        | 1:49:28,2 | Rob Muffels (GER)        | 1:49:33,7 |
| 25 km                     | Kristóf Rasovszky (HUN)        | 4:57:53,5 | Kirill Beljajev (RUS)          | 4:57:54,6 | Matteo Furlan (ITA)      | 4:57:55,8 |
| Ženy                      | Zlato                          | Zlato     | Stříbro                        | Stříbro   | Bronz                    | Bronz     |
| 5 km                      | Sharon van Rouwendaalová (NED) | 56:01,0   | Leonie Becková (GER)           | 56:17,8   | Rachele Bruniová (ITA)   | 56:49,7   |
| plavecký maraton na 10 km | Sharon van Rouwendaalová (NED) | 1:54:45,7 | Giulia Gabbrielleschiová (ITA) | 1:54:53,0 | Esmee Vermeulenová (NED) | 1:55:27,4 |
| 25 km                     | Arianna Bridiová (ITA)         | 5:19:34,6 | Sharon van Rouwendaalová (NED) | 5:19:34,7 | Lara Grangeonová (FRA)   | 5:19:42,9 |

### Štafety
| Mix             | Zlato                                                                                         | Zlato   | Stříbro                                                                           | Stříbro | Bronz                                                                            | Bronz   |
| --------------- | --------------------------------------------------------------------------------------------- | ------- | --------------------------------------------------------------------------------- | ------- | -------------------------------------------------------------------------------- | ------- |
| 4×1250 m (5 km) | Nizozemsko (NED) (Esmee Vermeulenová, Sharon van Rouwendaalová, Pepijn Smits, Ferry Weertman) | 52:35,0 | Německo (GER) (Leonie Becková, Sarah Köhlerová, Sören Meißner, Florian Wellbrock) | 52:35,6 | Francie (FRA) (Lara Grangeonová, David Aubry, Lisa Pouová, Marc-Antoine Olivier) | 52:46,7 |

## Medailová bilance
V plavání na otevřené vodě se rozdělilo celkem 7 sad medailí.
| Pořadí | Stát             |       | Muži    | Muži  | Muži  |         | Ženy  | Ženy  | Ženy    |       | Mix   | Mix     | Mix   |  | Muži + Ženy + Mix | Muži + Ženy + Mix | Muži + Ženy + Mix | Celkem |
| Pořadí | Stát             | Zlato | Stříbro | Bronz | Zlato | Stříbro | Bronz | Zlato | Stříbro | Bronz | Zlato | Stříbro | Bronz |  |                   |                   |                   | Celkem |
| ------ | ---------------- | ----- | ------- | ----- | ----- | ------- | ----- | ----- | ------- | ----- | ----- | ------- | ----- |  | ----------------- | ----------------- | ----------------- | ------ |
| 1.     | Nizozemsko (NED) |       | 1       | 0     | 0     |         | 2     | 1     | 1       |       | 1     | 0       | 0     |  | 4                 | 1                 | 1                 | 6      |
| 2.     | Maďarsko (HUN)   |       | 2       | 1     | 0     |         | 0     | 0     | 0       |       | 0     | 0       | 0     |  | 2                 | 1                 | 0                 | 3      |
| 3.     | Itálie (ITA)     |       | 0       | 0     | 1     |         | 1     | 1     | 1       |       | 0     | 0       | 0     |  | 1                 | 1                 | 2                 | 4      |
| 4.     | Německo (GER)    |       | 0       | 0     | 1     |         | 0     | 1     | 0       |       | 0     | 1       | 0     |  | 0                 | 2                 | 1                 | 3      |
| 5.     | Francie (FRA)    |       | 0       | 1     | 1     |         | 0     | 0     | 1       |       | 0     | 0       | 1     |  | 0                 | 1                 | 3                 | 4      |
| 6.     | Rusko (RUS)      |       | 0       | 1     | 0     |         | 0     | 0     | 0       |       | 0     | 0       | 0     |  | 0                 | 1                 | 0                 | 1      |
| Celkem | Celkem           |       | 3       | 3     | 3     |         | 3     | 3     | 3       |       | 1     | 1       | 1     |  | 7                 | 7                 | 7                 | 21     |